# Bai Baoshan
Bai Baoshan (chinois : 白宝山 ; pinyin : Bái Bǎoshān), né le 6 novembre 1958 et exécuté en avril 1998, est un criminel chinois tristement célèbre pour une série de meurtres et de vols qui ont secoué la Chine continentale entre 1996 et 1997. Son cas a captivé l'attention du public en raison de la brutalité de ses crimes, de son habileté à échapper aux forces de l'ordre, et de l'ampleur de ses actions qui ont fait de lui l'un des criminels les plus recherchés de l'histoire moderne du pays. Initialement délinquant de petite envergure, son parcours criminel a pris une tournure bien plus violente après une période d'incarcération.
Ses crimes se caractérisent par leur planification méticuleuse et leur exécution impitoyable. Il ciblait principalement des postes de garde et des dépôts d'armes à feu, qu'il utilisait ensuite pour commettre des vols à main armée, souvent avec des fusils militaires. Son mode opératoire impliquait une discrétion extrême et une volonté de tuer toute personne qui pourrait l'identifier ou entraver ses plans, faisant de lui une menace redoutable pour la sécurité publique. Ses activités criminelles s'étendaient sur plusieurs provinces (Pékin, le Hebei, et le Xinjiang) laissant derrière lui une série de victimes innocentes et des autorités locales dépassées par son audace et son efficacité.
Sa traque a mobilisé des milliers d'officiers de police et de membres des forces armées, constituant l'une des plus grandes opérations de recherche criminelle jamais menées en Chine à cette époque. Son arrestation en 1997, suite à une enquête exhaustive et une collaboration interprovinciale intense, a finalement mis fin à son épopée de crimes. Son procès et son exécution ont été largement médiatisés en Chine, servant d'avertissement et de symbole de la détermination des autorités à réprimer la criminalité violente. Son histoire continue d'être étudiée dans les cercles criminologiques chinois et est souvent citée comme un exemple marquant de la psychologie criminelle et de l'impact dévastateur qu'un individu peut avoir sur la sécurité publique.

## Biographie

### Jeunesse et première incarcération
Bai Baoshan est né le 6 novembre 1958 à Pékin dans le district de Shijingshan, au sein d'une famille ouvrière. Ses parents sont tous deux employés de la Société sidérurgique Shougang. En 1960, son père décède et sa mère le renvoie dans la famille à Xushui, dans le Hebei, avant de se remarier. En 1971, à l'âge de quatorze ans, il est ramené à Pékin pour y reprendre sa scolarité à l'école primaire, mais en raison de son milieu familial, il se sent inférieur et abandonne l'école deux ans plus tard pour devenir ouvrier temporaire dans une usine de légumes marinés. En 1976, à l'âge de dix-neuf ans, il est embauché comme manutentionnaire dans la première usine de carbone électrique du district de Shijingshan. C'est là qu'il découvre les armes à feu lors d'un exercice de tir à balles réelles et développe une passion pour le tir. Il emprunte souvent une carabine à air comprimé pour chasser les oiseaux après le travail, et sa maîtrise du tir s'améliore de plus en plus,.
À l'âge de vingt-quatre ans, il épouse une ouvrière qu'il a rencontrée à l'usine avec qui il a, un an plus tard, des jumeaux, un garçon et une fille. Les frais pour élever les deux enfants sont élevés, ses revenus sont faibles et la pression économique sur le ménage est énorme. Pour pallier cette situation, il commet avec des complices, entre décembre 1982 et janvier 1983, une série de cambriolages et dérobe des vêtements étendus à sécher, des vélos de marque Feng Huang, des vestes, des moustiquaires, des parapluies automatiques, des chaussures et des montres pour femmes. Arrêté le 8 mars 1983, il est condamné le 9 septembre à 4 ans de prison pour vol et cambriolage. Cependant, en prison, il est reconnu coupable d'autres crimes, notamment : le vol de trois sacs de maïs avec agression de la victime qui se défendait, de 170 pneus de brouette et deux roues complètes dans un atelier, d'un téléviseur, de 160 vannes de tuyauterie et d'un rondin de bois. Le tribunal populaire du district de Xuanwu le condamne pour cela à 5 ans de prison pour vol avec violence et 7 ans pour vol simple, peine arrondie à 11 ans, à laquelle s'ajoutent les 4 ans de la condamnation précédente pour vol, portant sa peine totale à 15 ans. Une lourde sanction qui le choque profondément et il commence à développer de la haine envers la société,.

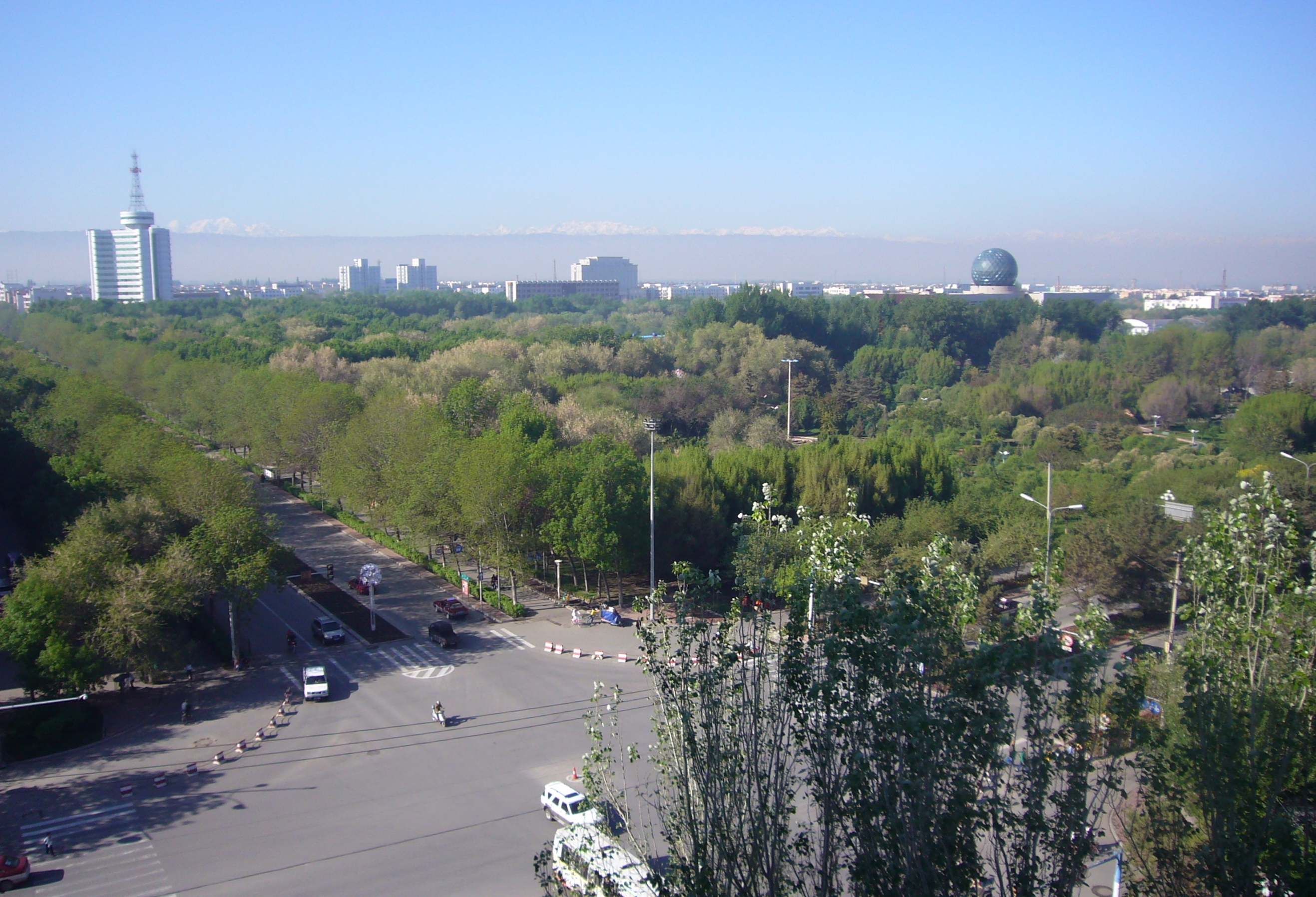
Shihezi au Xinjiang où est incarcéré Bai de 1991 à 1996.

En 1991, il est transféré à la prison de Xin'an à Shihezi, dans le Xinjiang, pour y purger sa peine. En raison de son bon comportement en prison, il obtient le statut de « délinquant occasionnel » (零星犯, língxīng fàn). Grâce à cela, il peut garder le bétail dans les pâturages de la prison et en profite pour en apprendre davantage sur les armes auprès de ses codétenus et des gardes. Parfois, lorsque des moutons de bergers voisins s'égarent sur le territoire de la prison, il les capture et demande aux bergers de les racheter contre des munitions. Sous la contrainte, les bergers n'ont d'autre choix que d'accepter,.
En septembre 1993, il attire un de ses codétenus, Li Baoyu, sous prétexte de l'aider à dissimuler de l'argent, et l'assassine à coups de marteau, puis dissimule le cadavre dans une fosse préalablement creusée en terrain montagneux. Il informe ensuite la direction de la prison de sa disparition. Malgré le fait qu'il soit le principal suspect, il n'est pas inquiété en raison de l'absence de preuves et du corps du disparu. La prison fouille le plafond de l'étable et trouve 95 balles de fusil et de pistolet cachées par Bai Baoshan, qui ne fournit d'explications que sur ce point précis. Dans la nuit du 20 mars 1994, il tue son colocataire de cellule Fu Kejun à coups de marteau pendant son sommeil. Il l'enterre également dans une fosse préparée en amont, puis brûle la couette, le matelas et l'oreiller tachés de sang du défunt,.
Le 22 mars 1994, la police ouvre une enquête sur Bai Baoshan, fortement soupçonné du meurtre. Quelqu'un rapporte l'avoir vu brûler de la literie au petit matin mais Bai refuse d'avouer quoi que ce soit. Les autorités pénitentiaires sont incapables de retrouver le corps et ne peuvent donc pas confirmer qu'il y a eu meurtre. Bai Baoshan est cependant placé en isolement pendant 125 jours. Après avoir rédigé une déclaration d'engagement à corriger son comportement, il reprend son activité de gardien de bétail (ce ne sera qu'après son exécution que les corps des deux prisonniers seront exhumés, grâce à ses aveux. L'un d'eux se trouvait à moins d'un demi-mètre du mur de l'étable). Le 7 mars 1996, il est libéré un an plus tôt que prévu,.

### Vague de crimes à Pékin et au Hebei
Le 12 mars 1996, à l'âge de 38 ans, Bai Baoshan retourne à Pékin avec un certificat de libération, ainsi que 75 cartouches de fusil et 50 balles de pistolet obtenues en menaçant les bergers. Avant son incarcération, il vivait avec sa femme et leurs jumeaux dans deux maisons individuelles. Après sa condamnation, sa femme avait divorcé et s'était remariée avec quelqu'un d'autre, emmenant les deux enfants. C'est maintenant son frère cadet, sa belle-sœur et leur fille qui vivent dans ces maisons. Pendant les premiers jours de sa libération, il vit dans l'appartement de sa mère situé dans le quartier résidentiel de Moshikou. Il commence à travailler comme vendeur de rasoirs en gros sur des étals à Xidan (en), Xiangshan (zh), Badachu (en) et dans d'autres lieux. Sa marchandise est constamment confisquée et il est puni par les agents de l'urbanisme, ce qui le frustre une fois de plus,,.
Lors de son arrestation en 1997, il avouera que les raisons de ses crimes répétés après sa libération sont principalement au nombre de trois : premièrement, il n'est pas satisfait du verdict pour vol, estimant injuste d'avoir été condamné à 11 ans de prison supplémentaires pour avoir blessé quelqu'un et voler du maïs ; deuxièmement, sa fille lui écrit pour lui dire qu'elle est discriminée et maltraitée à cause des crimes de son père, ce qui le touche profondément et il jure de voler 3 millions de yuans pour leur assurer une vie aisée ; troisièmement, les policiers du poste de police local lui rendent la vie difficile, refusant de lui établir un hukou (户口, « certificat de résidence ») et une carte d'identité, ce qui l'empêche de vivre normalement,,.
Le 31 mars 1996, en soirée, il assomme avec une barre de fer un garde posté en sentinelle à la centrale électrique de Gaojing dans le district de Shijingshan, lui volant son fusil semi-automatique Type 56. Le 7 avril, toujours en soirée, il se cache près de la porte est du quartier général des troupes blindées de la région militaire de Pékin (en) et tire deux coups de feu sur une sentinelle, mais ne réussit pas à s'emparer du pistolet comme il l'avait prévu. La sentinelle blessée est secourue à temps et mise hors de danger. Fuyant en taxi, Bai tombe sur six policiers en patrouille avec qui il engage une fusillade. Il en blesse quatre avant de s'échapper. Dans la matinée du 22 avril, près de la porte du centre sportif militaire de l'Armée populaire de libération, il tire à trois reprises à courte distance sur une sentinelle nommée Zhao, le tuant sur le coup. Il ignore qu'il n'est pas armé et ne récupère qu'un étui de pistolet Type 54,,.

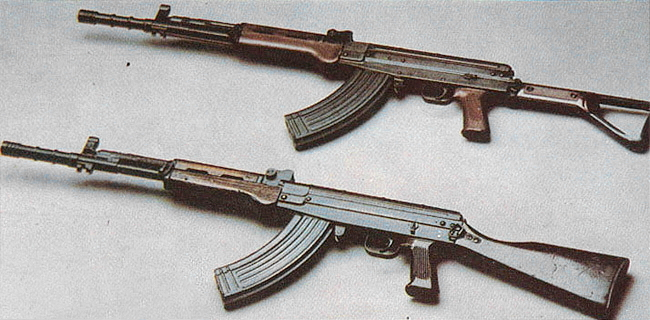
Bai réussit à s'emparer d'un fusil automatique Type 81 après une attaque réussie le 27 juillet 1996.

Il se met en couple avec une femme mariée de son âge nommée Xie Zongfen et originaire du Sichuan. En juillet, il se rend à Xushui au Hebei, pour observer les mouvements des soldats et la situation géographique autour du dépôt de munitions d'un régiment d'artillerie antiaérienne. Il retourne à Pékin le jour même. Le 24 juillet, il enterre des armes à Xushui près de la caserne, à l'intersection d'une usine de tuyaux en ciment et d'un verger. Deux jours plus tard, le 26 juillet, il retourne à Xushui pour la troisième fois. À une heure du matin le 27 juillet, il tire sur trois sentinelles, en tuant deux et blessant le dernier, et vole un fusil automatique Type 81. Après s'être enfui, il enterre l'arme près d'un petit four à briques à côté d'une voie ferrée et retourne à Pékin. En août 1996, lui et Xie partent pour la ville natale de Xie, dans le Sichuan, pour acheter une arme à quelqu'un, mais ils reviennent les mains vides. En septembre 1996, lui et Xie se rendent à Xushui pour récupérer le fusil automatique Type 81 et toutes les balles, et enterrent l'autre fusil Type 56. Le 16 décembre, à midi, au marché de gros de cigarettes de Deshengmen (en) à Pékin, il tue une marchande nommée Xu, lui vole son sac contenant 65 170 yuans en espèces, et blesse trois personnes dans la rue. Il s'enfuit dans une décharge voisine, enterre son butin et son arme à différents endroits du site, se rend à vélo au marché voisin pour acheter tranquillement des chaussettes à sa maîtresse Xie, puis rentre chez lui,,.

### Vague de crimes au Xinjiang
En 1997, après la fête du printemps, Bai et Xie se rendent au Xinjiang dans la ville de Shihezi où il avait été incarcéré. Il y retrouve un ancien compagnon de cellule, nommé Wu Ziming, à qui il propose de « travailler ensemble ». Celui-ci accepte aussitôt et quitte son emploi de garde du corps. Le 5 juin 1997, ils embarquent tous les deux dans un bus pour Kuitun dans le but d'aller voler des armes au centre d'entraînement militaire de la garnison locale. À 22 heures, ils se faufilent à l'intérieur du site mais, avant même d'avoir pu s'emparer des armes, ils sont découverts par un soldat et prennent la fuite. Ils renoncent à leur projet et retournent à pied à Shihezi pendant la nuit. Interpellés par la police sur la route, Bai met en fuite les policiers en tirant un coup de feu, avant de partir avec son complice. Aucun blessé n'est à déplorer. Le lendemain, après avoir marché pendant plus de 20 heures dans le désert, les deux hommes prennent un bus pour rentrer à Shihezi. Le 5 juillet, ils se rendent à l'armurerie du 141e régiment, près de la prison de Xin'an. Le site n'est pas surveillé. Ils pénètrent à l'intérieur à 18 heures. Ils ne trouvent aucune arme, mais abattent finalement deux chiens de garde,,.

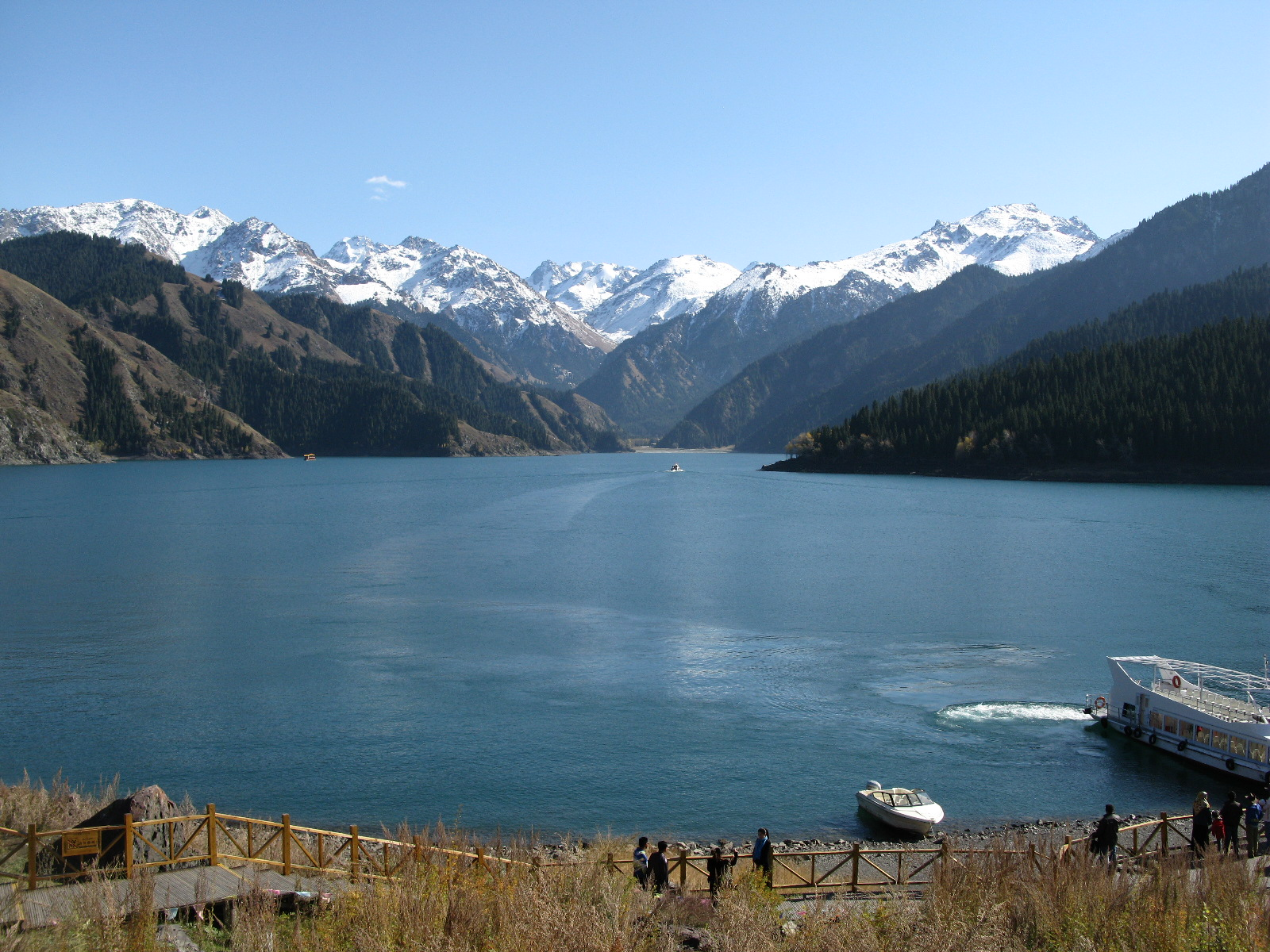
C'est autour du lac Tianchi que Bai tue son complice Wu Ziming pour s'emparer de la totalité du butin et éliminer un témoin.

Le 6 juillet, à 4 heures du matin, Bai et Wu abattent un homme qu'ils avaient rencontré alors qu'ils marchaient la nuit sur le chemin du retour. Le 29 juillet, à 15 kilomètres de la caserne du 147e régiment, ils tuent un agriculteur par balle pour lui voler sa moto. Son corps est enterré dans un tertre voisin et restera inconnu jusqu'à l'arrestation et les aveux de Bai Baoshan. Au petit matin du 8 août, Bai et Wu font irruption dans le dortoir d'un poste de police et tuent deux policiers nommés Jiang et Shi, s'emparent du pistolet Type 54 de Jiang et repartent rapidement en moto. Le 14 août, ils se rendent à l'hôtel Frontier d'Ürümqi pour explorer la zone et creusent une fosse sur le campus voisin de l'université du Xinjiang pour y enterrer les armes et l'argent. Le soir même, ils retournent à Shihezi. Le 18 août, les deux hommes se présentent armés à l'hôtel Frontier mais décident finalement de ne pas intervenir. Le lendemain matin, ils abattent deux agents de change du marché noir devant l'entrée de l'hôtel et leur dérobe environ 1,4 million de yuans en espèces, tuant sept personnes et en blessant cinq autres dans leur fuite. Ils enterrent l'argent, les vêtements qu'ils portaient au moment du vol et les armes. Après le crime, Wu exhorte souvent Bai à aller récupérer l'argent, et Bai commence à envisager de tuer Wu. Le 22 août, les deux hommes se rendent à Ürümqi où la police mène une enquête approfondie, et déterrent un de leurs pistolets. Bai Baoshan propose de rentrer directement à Pékin après avoir récupéré l'argent,,.
Le 23 août, Bai suggère d'aller se promener au lac Tianchi avant de quitter le Xinjiang. Wu, méfiant, note secrètement dans un carnet l'adresse de Bai à Pékin et celle de Xie au Sichuan, et le donne à son frère Wu Zibing. Il lui explique que s'il ne revient pas au bout d'un mois, cela signifie qu'il a été tué par Bai Baoshan. Le 26 août, autour du lac, Bai abat son complice Wu Ziming, lui fracasse la tête avec un marteau, puis brûle son corps. Le lendemain, Bai et Xie retournent à Ürümqi. Le matin du 28 août, ils se rendent à l'université du Xinjiang pour récupérer l'argent. Ils dissimulent les 1,4 million de yuans en espèces dans deux gilets militaires achetés à l'avance, et chacun en porte un. Ils quittent Ürümqi en train le jour même,,.

### Arrestation et exécution
Le 31 août 1997, ils arrivent à la gare de Pékin-Ouest et rentrent chez eux à Beixin'an. Bai donne 110 000 yuans à Xie et l'autorise à emmener l'argent dans sa ville natale de Yibin au Sichuan pour rendre visite à sa famille. Il donna 10 000 yuans à sa mère, affirmant qu'il les avait gagnés en faisant des affaires au Xinjiang. Sa mère, méfiante, n'en dépense pas un centime, fourre l'argent dans une chaussette et remit la somme intacte à la police après l'arrestation de son fils. Le 2 septembre, Xie quitte Pékin pour le Sichuan. Bai regrette de l'avoir autorisé à partir. En réalité, il souhaite depuis longtemps se débarrasser d'elle et a même creusé secrètement une fosse à Shijingshan. Il avait tenté de la provoquer à plusieurs reprises, mais en vain, tant elle était obéissante. Dans le même temps, les agents de la sécurité publique dépêchent un grand nombre de forces de police pour effectuer des visites et des enquêtes étape par étape, et déterminent que Bai Baoshan et Xie sont les principaux suspects,,. Ceci grâce en partie à l'expert en balistique Cui Daozhi (en) qui est sorti de sa retraite pour travailler sur cette série de crimes, désignée comme « l'affaire criminelle n°1 en Chine » et reconnue comme le troisième cas criminel le plus important au monde par Interpol. Son analyse confirme que les balles et les douilles des attaques de Pékin et du Xinjiang ont été tirées avec le même fusil de type 81, identifiant le suspect comme un individu transféré de Pékin pour purger une peine au Xinjiang. En une semaine, ses conclusions conduisent à l'arrestation de Bai.

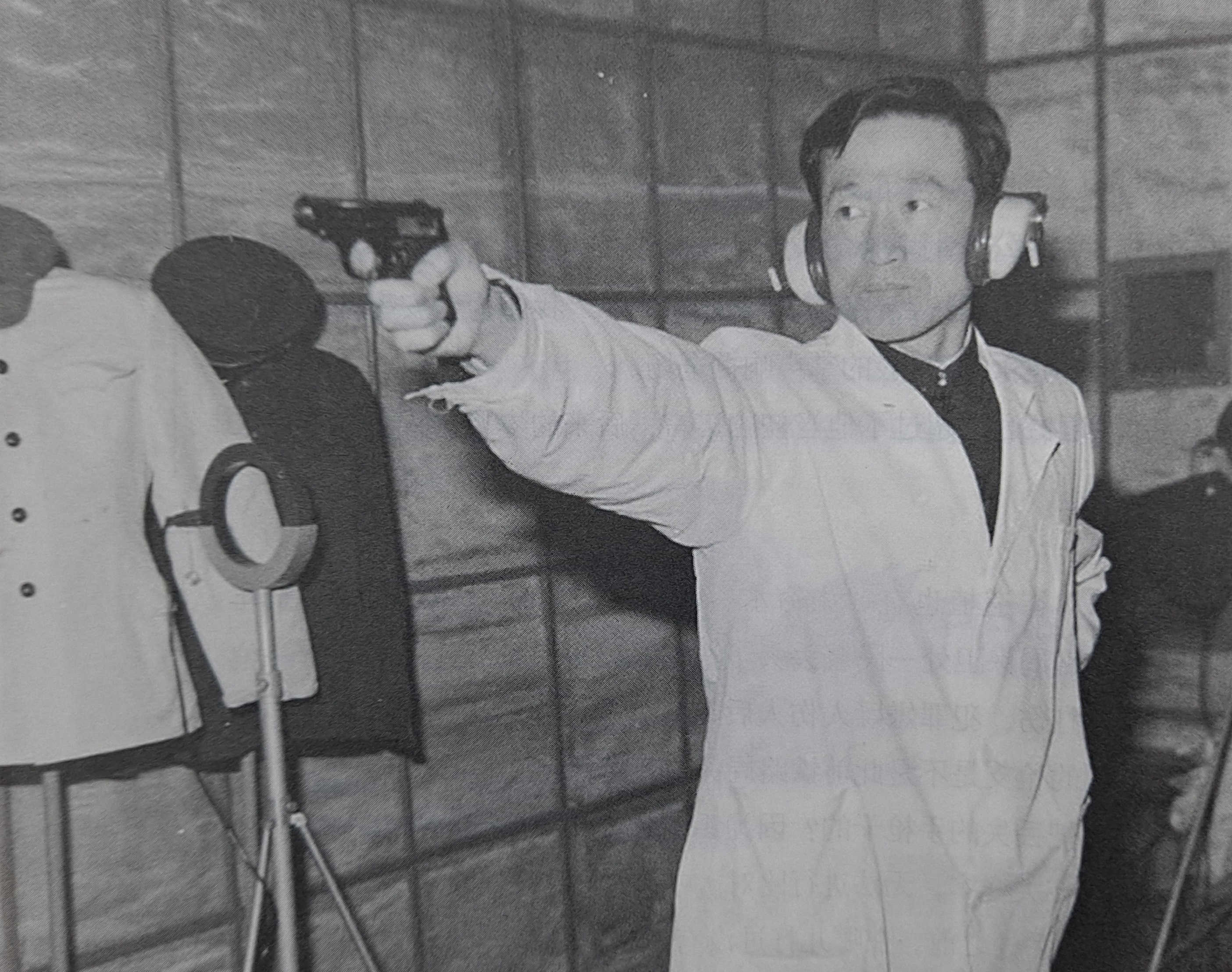
L'expert en balistique est spécialement sorti de sa retraite pour participer à l'enquête sur les crimes de Bai.

Le 5 septembre 1997, le Xinjiang envoie un télégramme au bureau de sécurité publique de Pékin, au nom de la brigade de police criminelle de Shihezi, l'informant que Bai Baoshan ressemble à l'un des suspects du portrait-robot et sollicitant leur coopération dans l'enquête. À 19 heures le même jour, une équipe de quatre policiers de la brigade de police criminelle et du commissariat se rend au domicile de la mère de Bai à Moshikou. Lorsque celui-ci ouvre la porte, ils lui annoncent que son hukou avait été approuvé et qu'ils doivent l'emmener au commissariat pour effectuer les formalités. La première réaction de Bai est de se croire trahi par Xie et il décide immédiatement de résister jusqu'à la mort. Il affirme calmement au policier qu'il doit aller chercher des vêtements dans la maison, alors qu'en réalité, il veut attraper une arme. Mais sa mère arrive soudainement et lui demande ce qui se passe. Bai renonce aussitôt à toute résistance obstinée et suit docilement les policiers,,.
La police interroge Bai toute la nuit du 5 septembre et il avoue immédiatement tous ses crimes. Le lendemain, Xie est emmenée par la police du Sichuan pour interrogatoire. Dans les quatre jours qui ont suivi sa rupture avec Bai Baoshan, elle avait dépensé près de 30 000 yuans d'argent volé. Le 9 septembre, Xie Zongfen est escortée à Pékin. Le 3 décembre, elle et Bai sont transférés à Ürümqi. Le 3 mars 1998 à 10 heures du matin, le tribunal populaire intermédiaire d'Ürümqi ouvre officiellement le procès de Bai et Xie pour vol à main armée et meurtre. Tous les deux avouent leurs crimes devant le tribunal. Bai est jugé par ses 15 affaires commises à Pékin, au Hebei et au Xinjiang. Il est reconnu coupable de meurtre, de vol d'armes à feu et de vol de biens personnels. Les circonstances sont particulièrement aggravantes, l'impact est particulièrement grave et le préjudice particulièrement considérable. Bai Baoshan est condamné à mort et privé de ses droits politiques à perpétuité. Sa complice Xie est reconnue coupable de vol et de recel et condamnée à 12 ans de prison. Le frère aîné de Bai est exempté de poursuites pénales et acquitté. En avril 1998, Bai est exécuté par balle au Xinjiang. Xie Zongfen est quant à elle incarcérée pendant plusieurs années avant d'être libérée le 26 avril 2005,,.

## Ses confessions
- « J'y ai réfléchi : la loi m'a condamné de cette manière, alors quand je sortirai de prison, j'irai tuer ceux que la loi protège. Si la loi me donne 20 ans, je sortirai et je tuerai des adultes ; si la loi me donne la perpétuité, après réduction de peine, je serai vieux et incapable de tuer des adultes. Alors, je tuerai des enfants, j'irai dans les jardins d'enfants et j'en tuerai autant que possible, jusqu'à ce que je ne puisse plus tuer... »
- « En sortant [de prison], je n'avais pas l'intention de commettre de nouveaux crimes. Je m'étais tracé deux voies : si je pouvais vivre normalement, je ne commettrais plus de crimes ; sinon, j'irais voler. »
- « La première chose que j'ai faite en revenant à Pékin a été de m'occuper de mon enregistrement de résidence. J'y suis allé six ou sept fois, mais ils ont refusé de le faire. J'estimais qu'étant sorti de prison, j'étais au moins un citoyen, mais le poste de police refusait de me donner un hukou. Comment allais-je manger ? Je ne pouvais pas compter sur mes parents pour me nourrir toute ma vie. Ma demande n'était pas excessive, je voulais vivre. J'ai dit à ma mère que le poste de police voulait que je leur offre des cadeaux, mais je n'avais même pas de quoi manger, alors avec quoi allais-je leur faire des cadeaux ? »
- « J'ai fait des recherches approfondies sur la manière de me prémunir contre les enquêtes de la police : Premièrement, je me suis basé sur la psychologie des gens normaux. Une personne ordinaire, face à un événement soudain, a pour première réaction de se protéger. En raison de la panique interne, elle ne se souvient généralement pas des personnes et des événements du moment. Elle ne se souvient même pas du nombre de coups de feu tirés, de la taille ou de l'apparence du tireur. Deuxièmement, je devais surmonter mes propres barrières psychologiques, en partant du principe que si je sortais pour agir, je ne reviendrais pas. En ne considérant pas mes propres gains ou pertes, je n'avais peur de rien. Troisièmement, je me préparais très soigneusement, ne m'autorisant pas la moindre négligence. D'autres pouvaient faire des erreurs, pas moi ; une petite erreur pouvait me coûter la vie. J'étais quelqu'un qui réfléchissait profondément, je pensais toujours au pire d'abord, et je me préparais à affronter les situations les plus difficiles. Quatrièmement, j'étais principalement là pour voler, j'étais plus proactif. Lors des vols, j'étais préparé alors que vous ne l'étiez pas ; il vous fallait un certain temps pour réagir. Je réduisais au maximum le temps d'action et je terminais tout avant que vous ne puissiez réagir. Donc je n'avais pas peur de vos enquêtes... »
- « Acheter une arme est moins bien que d'en voler une ; acheter une arme est plus susceptible de me faire repérer. »
- « Le pistolet doit absolument être utilisé, et il faut absolument tuer des gens, sinon il n'y a pas d'effet de choc, et personne n'acceptera de se faire voler une somme énorme d'argent. »
- « J'ai conseillé à Wu, je lui ai dit que cet argent ne devait pas être dépensé, que le dépenser lui coûterait la vie. Mais il n'a pas écouté, il pensait toujours à partager l'argent. C'est à ce moment-là que j'ai pensé que, pour me protéger, je devais le tuer pour qu'il se taise. »
- Après son arrestation, Bai Baoshan pensait que c'était forcément Xie qui avait eu des problèmes et l'avait dénoncé, sinon la police n'aurait pas pu trouver son domicile. Cependant, une fois en prison, il n'a pas montré de ressentiment envers elle. Que ce soit lors de l'interrogatoire préalable par la police ou devant le tribunal, il a avoué ses crimes sans hésitation, mais était très hésitant lorsqu'il s'agissait de Xie. Plus tard, il a dit : « Pour ces affaires, fiez-vous à ce qu'elle a dit, je ne me souviens plus très bien, et si je dis des choses confuses, j'ai peur de lui nuire. »
- Parlant du moment où il a été arrêté, il a dit : « J'avais l'intention de leur tirer dessus (aux quatre policiers venus l'arrêter chez lui), mais ma mère est entrée, alors je n'ai pas pu tirer. Je n'ai pas pu me résoudre à tuer devant ma mère, je n'y suis pas arrivé[4],[3]... »

## À la télévision
Adaptée de l'affaire Bai Baoshan, la série télévisée en 26 épisodes L'affaire criminelle n°1 en Chine (中国刑侦一号案), aussi appelée Le Chemin sans issue, sortie en 2002, a utilisé des éléments de faux documentaire pour reconstituer le processus criminel et les lieux d'investigation.